# John de Verdon
John de Verdon (auch John de Verdun) (* um 1226; † 21. Oktober 1274) war ein englischer Adliger.

## Herkunft und Erbe
John de Verdon war ein Sohn von Theobald de Botiller und von dessen Frau Rohese de Verdon. Seine Mutter hatte als Erbin der Besitzungen der Familie Verdon ihren Namen behalten und auch John erhielt diesen anstatt des Namens seines Vaters. Johns Vater starb bereits 1230, und nach dem Tod seiner Mutter erbte er 1247 Besitzungen in England und in Irland. Zu seinen irischen Besitzungen gehörten Dundalk sowie verstreute Güter bei Croom sowie Castle Robert in Limerick.

## Leben
Von 1261 bis 1263 gehörte Verdon zum Gefolge des Thronfolgers Lord Eduard. Als es in England zum offenen Krieg der Barone gegen König Heinrich III. kam, unterstützte Verdon den König, wurde allerdings 1264 in der Schlacht von Lewes gefangen genommen. Nach dem Sieg der königlichen Partei sprach ihm der König nach 1266 die Besitzungen des früheren Rebellen Ralph Basset of Sapcote zu, die dieser dann jedoch nach den Bedingungen des Dictum of Kenilworth zurückerwerben konnte. Verdon nahm von 1270 bis 1272 am Kreuzzug des Prinzen Eduard teil. Während seiner Abwesenheit fielen seine beiden ältesten Söhne Nicholas und John in Irland im Krieg gegen den irischen König von Connaught. Nach seiner Rückkehr vom Kreuzzug übernahm Verdon die Verwaltung seiner Besitzungen in Irland, wo er wenig später starb.

## Heirat und Nachkommen
Verdon heiratete in erster Ehe vor dem 14. Mai 1244 Margaret de Lacy, eine Tochter von Gilbert de Lacy, Lord of Meath und dessen Frau Isabel le Bigod. Da Margarets einziger Bruder Walter kinderlos gestorben war, war sie nach dem Tod ihres Vaters 1241 zusammen mit ihrer Schwester Matilda Erbin von dessen Besitzungen. Verdon erbte über seine Frau so Meath und das Amt des Constable of Ireland. Mit Margaret hatte Verdon mindestens drei Söhne:
- Nicholas († 1271)
- John († 1271)
- Theobald de Verdon, 1. Baron Verdon (* um 1248–1309)

In zweiter Ehe heiratete er Eleanor Bohun. Mit ihr hatte er mindestens eine Tochter:
- Matilda de Verdon

Verdon hatte in Dundalk eine Franziskanerniederlassung gegründet. Da seine beiden ältesten Söhne 1271 in Irland getötet worden waren, wurde sein jüngster Sohn Theobald sein Erbe.